# Höganäs

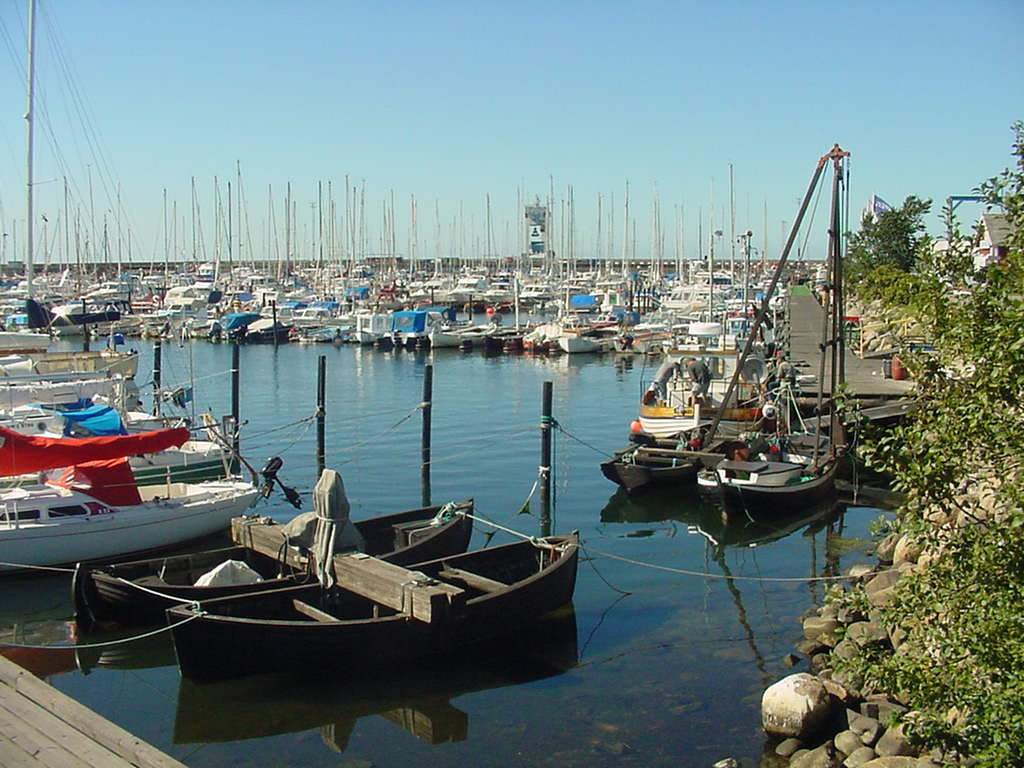
Vista del puerto de Höganäs.

Höganäs es un pueblo situado en el noroeste de la Provincia de Escania, en Suecia. 
Höganäs es sede administrativa del Municipio de Höganäs, municipio que cuenta con pueblos turísticos tales como Arild y Mölle.
En su origen, Höganäs fue un pueblo de pescadores a partir del cual se creó también una industria minera de carbón y arcilla. Actualmente se conoce por su cerámica, destacando sobre todo la fabricación de jarras, orzas y cántaros, así como de azulejos. De hecho, las azoteas de la Ópera de Sídney se fabricaron con azulejos de la empresa "Höganäs AB".
Höganäs se conoce también como la ciudad que ha introducido el Euro en un país que rechazó la moneda única en el referéndum en septiembre de 2003. 
Desde el 1 de enero de 2009, residentes y turistas pueden usar tanto coronas suecas como euros en restaurantes y tiendas, así como en pagos de alquileres y facturas.